# Farrer

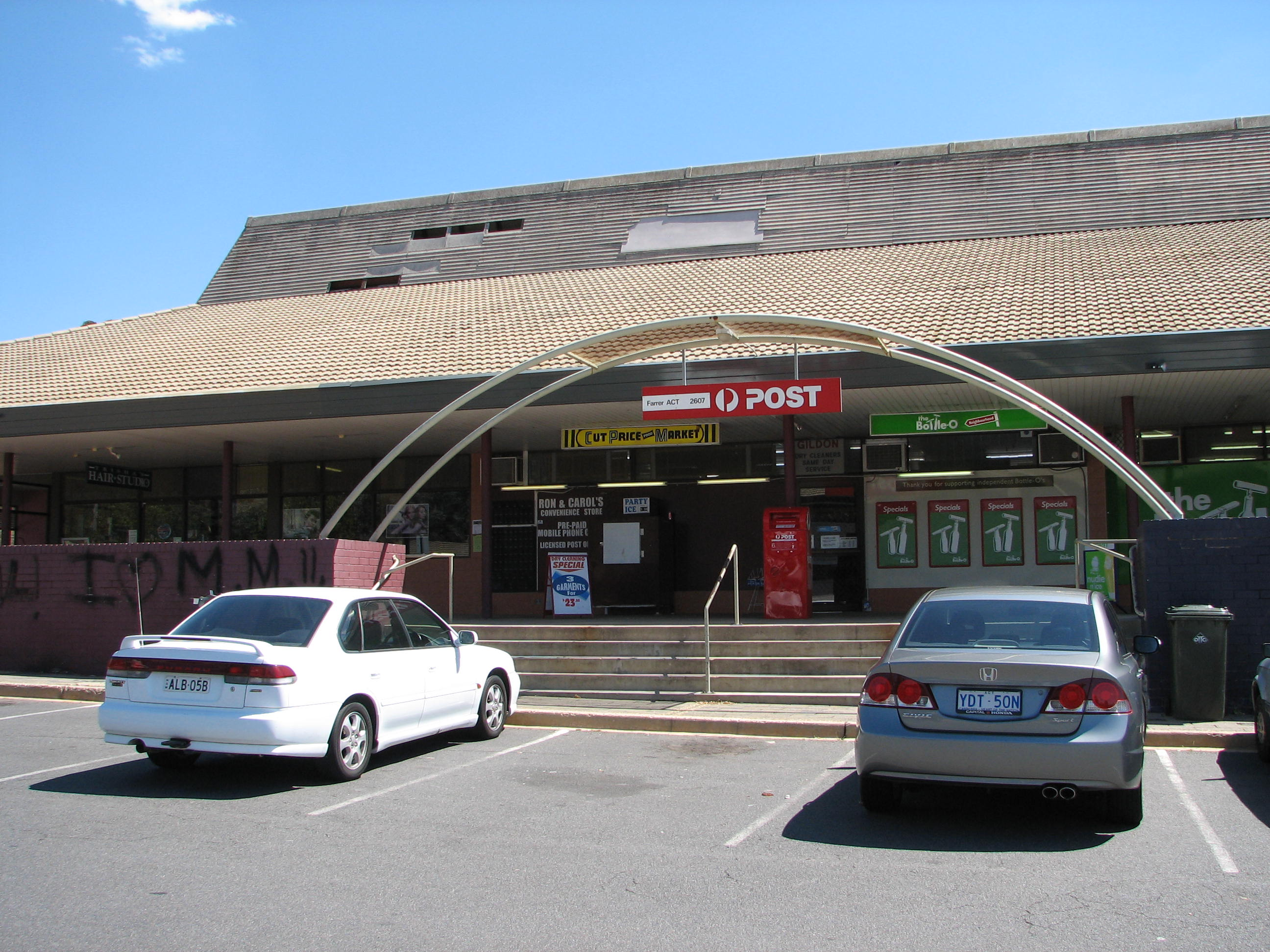
Farrer, boltok

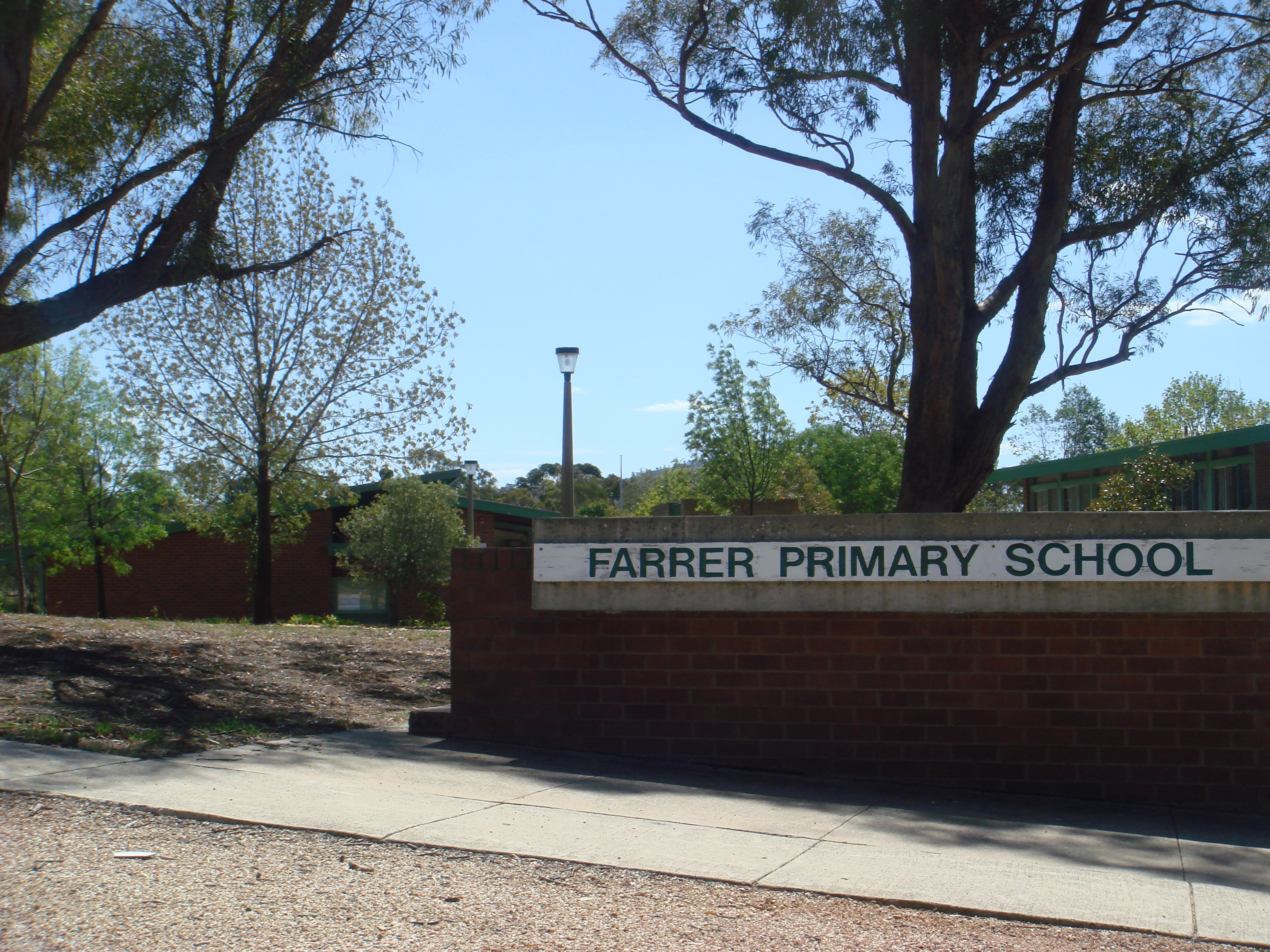
Farrer, általános iskola

Farrer az ausztrál főváros, Canberra egyik elővárosa Woden Valley kerületben. A 2006-os népszámlálás alapján 3360 fő lakik itt. Farrer városát Sir William James Farrerről nevezték el, aki az ausztrál klimatikus viszonyoknak is ellenálló búza és kenyérgabonaféléket nemesített ki a 19. században. Farrer több mint 3000 lakosával viszonylag nagy külvárosnak számít.
A városka utcái mezőgazdászokról lettek elnevezve, kivétel ez alól a Lambrigg Street, amely Farrer tharwai birtokáról kapta nevét.

## Elhelyezkedés
Farrer külváros Torrens, Mawson és Isaacs külvárosokkal határos, valamint a Canberra Nature Park of Farrer Ridge-dzsel. A Basley Street, az Athlon Drive és a Yamba Drive fogják közre területét. A Farrer általános iskola mellett egy horvát közösségi központ és egy szerb ortodox templom, a St. Sava is itt található.

## Földrajza
Farrer a Deakin vulkán riodácit kőzeteinek rétegei felett fekszik. A völgy aljában negyedidőszaki hordaléklerakódások figyelhetőek meg.

## Fordítás
Ez a szócikk részben vagy egészben  a   Farrer, Australian Capital Territory című angol Wikipédia-szócikk ezen változatának fordításán alapul.  Az eredeti cikk szerkesztőit annak laptörténete sorolja fel. Ez a jelzés csupán a megfogalmazás eredetét és a szerzői jogokat jelzi, nem szolgál a cikkben szereplő információk forrásmegjelöléseként.